# Luffa aegyptiaca
La luffa (Luffa aegyptiaca Mill., 1768) è una pianta appartenente alla famiglia delle Cucurbitacee.

## Descrizione

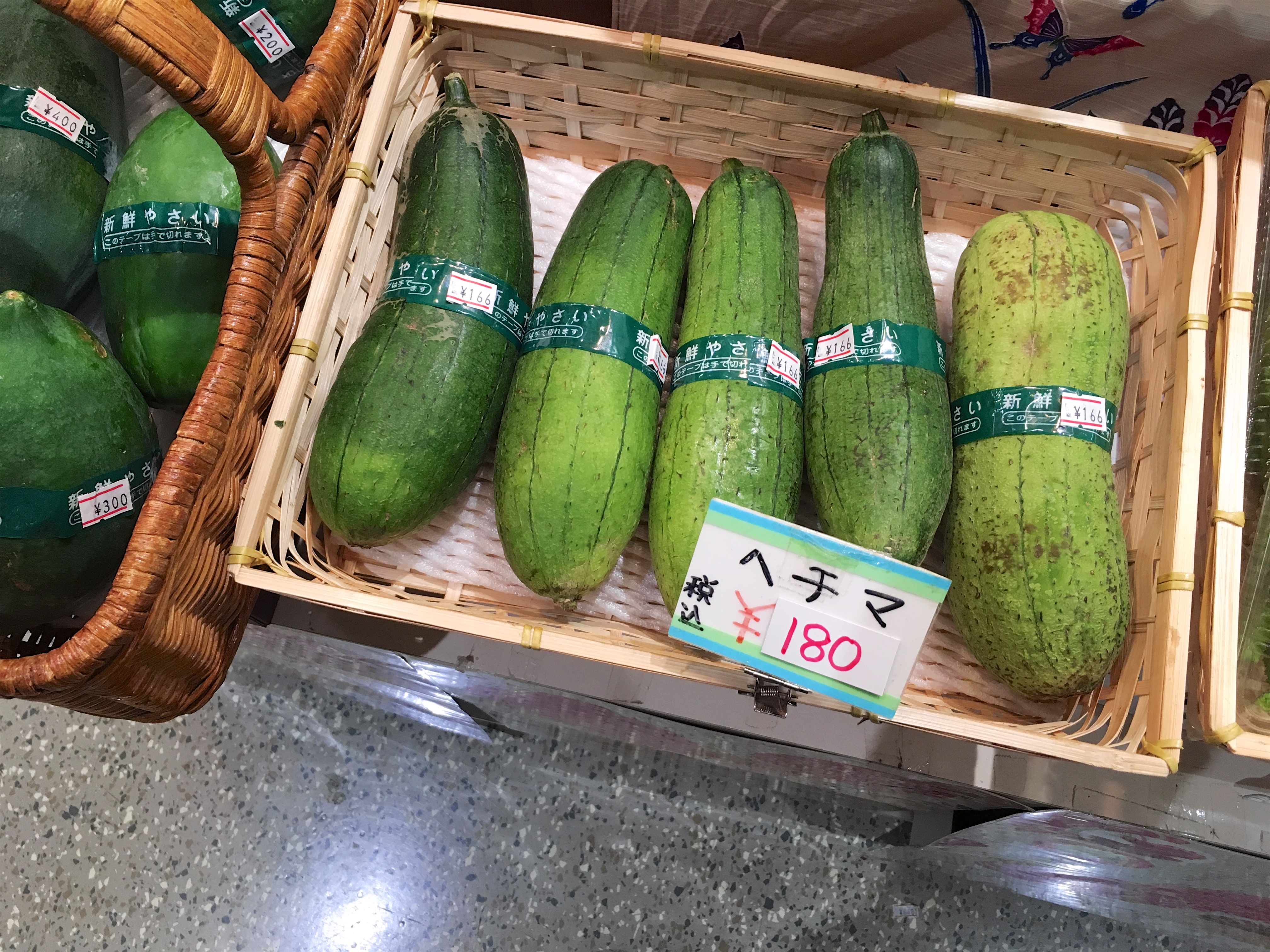
Frutti di luffa

Come tutti i rappresentanti del genere Luffa, la L. aegyptiaca è una pianta rampicante prostrata o ascendente che cresce fino a 15 metri di lunghezza. L'asse del germoglio è pentagonale e ricoperto di peluria. Le foglie sono grandi e lobate, con gambo lungo 1-15 centimetri e presentano macchie da bianco-argentate nelle nervature. I viticci sono divisi da tre a cinque volte.
I fiori maschili sono riuniti in racemi con infiorescenze e steli ricoperti di peluria. I gambi dei fiori sono lunghi da 3–12 mm e anch'essi ricoperti di peluria. Le brattee sono fuse ai peduncoli fiorali, spatolate, ghiandolari. Il tubo del fiore è finemente peloso e lungo da tre a sette millimetri. I sepali sono lunghi 9–14 mm, triangolari, appuntiti e talvolta affusolati. La corolla del fiore è di colore giallo brillante, i petali sono lunghi 2-4,5 cm e larghi 1-3,5 cm. Di solito sono presenti cinque stami, raramente tre.
I fiori femminili sono solitari su un peduncolo lungo 2,5-14,5 centimetri. L'ovario è lungo 20-40 millimetri e largo da 2 a 7 millimetri, cilindrico ricoperti di peluria. La corona corrisponde a quella dei fiori maschili.
Il frutto misura (6–35) cm × (2,5–6) cm. Gli esemplari coltivati raggiungono una lunghezza media da 60 a 80 centimetri. A seconda della zona di coltivazione, è possibile ottenere esemplari più grandi se il terreno è ricco di minerali. La forma è da ellissoidale a cilindrica. I semi misurano (10–15) mm × (6–11) mm × (2–3) mm e sono ellittici, arrotondati alle estremità, piatti e presentano una superficie nera opaca e liscia.

## Distribuzione e habitat
La specie è originaria del subcontinente indiano.
Le forme domestiche sono diffuse anche in tutta l'Asia tropicale, Africa, America e America Latina. La specie cresce naturalmente sulle rive dei fiumi fino a 1.000 metri sul livello del mare.

## Coltivazione
L. aegyptiaca prospera meglio in terreni fertili, da leggermente acidi a neutri in ambienti tropicali soleggiati, caldi e umidi. Viene coltivata nella stagione secca, e la coltivazione che avviene fino a 1000 metri sul livello del mare. I paesi produttori più importanti sono Egitto, Corea, Cina, Guatemala, Colombia e Paraguay. La luffa viene coltivata commercialmente anche negli Stati Uniti meridionali.
I frutti acerbi possono essere raccolti da 40 a 80 giorni dopo la semina, i frutti maturi tre mesi dopo. Per la lavorazione commerciale come spugna naturale, il momento della raccolta cade nel periodo in cui il corpo fruttifero assume il colore giallo e viene punteggiato da piccoli puntini marroni. In Giappone si ottengono rese fino a 50 tonnellate per ettaro per i frutti maturi.

## Usi

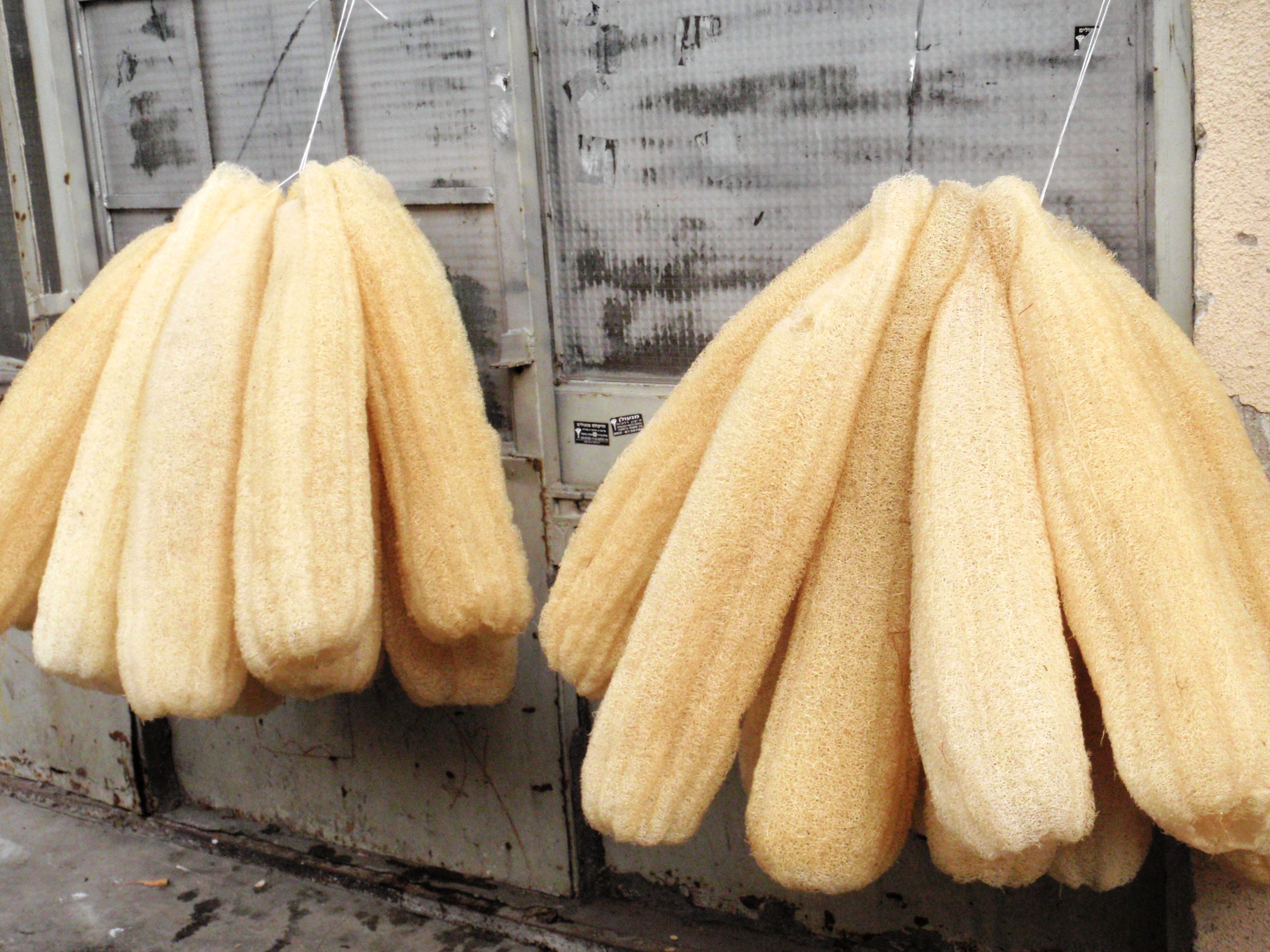
Spugne di luffa

In Occidente, la luffa viene utilizzata quasi esclusivamente come cosiddetta spugna di luffa: l'interno fibroso del frutto (maturo) (endocarpo) viene utilizzato come spugna da bagno in vari modelli, ma anche in spugne per piatti, spugne da cucina, giocattoli per animali, suole di sandali, imbottiture per tappezzeria. Agli inizi del XX secolo le spugne venivano utilizzate anche come filtri dell'olio, soprattutto nelle navi a vapore - a quel tempo Giappone e Brasile erano i principali fornitori.
In Asia, la luffa è principalmente un ortaggio: il frutto giovane e acerbo è ampiamente utilizzato nella cucina asiatica, in modo simile alle zucchine in Occidente.